# Sharad Malhotra
Sharad Malhotra (शरद मल्होत्रा) sinh ngày 9 tháng 1 năm 1983, là diễn viên truyền hình Ấn Độ.
Được biết đến nhiều nhất qua vai diễn Rishi Singh Bedi (phim Lời hứa tình yêu - Kasam tere pyaar ki của đài Colors TV), vai Sagar (trong bộ phim Em sẽ là cô dâu của anh - Banoo main teri dulhann của đài Zee TV) và trong phim Muskaan (tạm dịch. Nụ cười) trên đài Star Bharat với vai Raunak Singh. Từ tháng 8 năm 2020 đảm nhận vai Veer Singhania trong seri Tình người kiếp rắn - Naagin

## Đời sống cá nhân
Đã kết hôn với Ripci Bhatia vào ngày 20 tháng 4 năm 2019

## Nghề nghiệp
Sharad bắt đầu sự nghiệp vào năm 2004 với chương trình India's best Cinestars Ki Khoj.
Năm 2006, anh ra mắt diễn xuất trong bộ phim Banoo Main Tere Dulhan (Em sẽ là cô dâu của anh) trong vai Sagar cùng với anh là nữ diễn viên Divyanka Tripathi.
Chương trình kết thúc vào giữa năm 2009.
Năm 2014, anh vào vai chính trong phim Bharat Ka Veer Putra - Mahanrana Pratap của đài Sony TV. Chương trình kết thúc vào năm 2015. Sau đó anh tham gia vào Box Cricket League.
Năm 2016, Sharad diễn vai chính trong chương trình truyền hình nổi tiếng có tên Kasam Tere Pyaar Ki (Lời hứa tình yêu) cùng với Kratika Sengar.
Anh vào vai Raunak trong một bộ phim của đài Star Bharat có tên là Muskaan (Tạm dịch: Nụ cười) với Yesha Rughani từ năm 2018, chương trình kết thúc vào tháng 1 năm 2020.
Tháng 9 năm 2020, anh tham gia vào dàn diễn viên Naagin 5 (Tình người kiếp rắn) với vai trò là đại bàng có khả năng biến hình - Veer

## Chương trình truyền hình
| Năm       | Tên chương trình                                  | Vai trò                          | Kênh                          |
| --------- | ------------------------------------------------- | -------------------------------- | ----------------------------- |
| 2004      | India's Best Cinestars Ki Khoj                    | Thí sinh                         | Zee TV                        |
| 2004      | Princess Dollie Aur Uska Magic Bag                | Prince Goldy                     | Star Plus                     |
| 2006      | Kabhie To Nazar Milao                             | Cameo                            | Sony Entertainment Television |
| 2006–2009 | Banoo Main Teri Dulhann (Em sẽ là cô dâu của anh) | Sagar Pratap Singh/Amar Upadhyay | Zee TV                        |
| 2014–2015 | Bharat Ka Veer Putra – Maharana Pratap            | Maharana Pratap                  | Sony Entertainment Television |
| 2014–2015 | Box Cricket League                                | Thí sinh                         | Sony Entertainment Television |
| 2016–2018 | Lời hứa tình yêu                                  | Rishi Singh Bedi/Ranbir Kapoor   | Colors TV                     |
| 2016      | Box Cricket League 2                              | Thí sinh                         | Colors TV                     |
| 2016–2017 | Comedy Nights Bachao                              | Bản thân anh                     | Colors TV                     |
| 2018–2020 | Muskaan                                           | Raunak Singh                     | Star Bharat                   |
| 2020      | Naagin 5 (Tình người kiếp rắng phần 5)            | Veer Singhania                   | Colors TV                     |

## Phim
| Năm  | Phim                  | Vai diễn                  | Ghi chú |
| ---- | --------------------- | ------------------------- | ------- |
| 2012 | From Sydney with Love | Rohit Khurana             |         |
| 2016 | Ek Tera Saath         | Kuwar Aditya Pratap Singh |         |
| 2020 | Pasta                 | Anant                     |         |

## Giải thưởng và đề cử
| Năm  | Giải thưởng                     | Hạng mục                                  | Chương trình truyền hình                          | Vai trò    | Kết quả   |
| ---- | ------------------------------- | ----------------------------------------- | ------------------------------------------------- | ---------- | --------- |
| 2007 | Indian Telly Awards             | Best Onscreen Couple                      | Banoo Main Teri Dulhann (Em sẽ là cô dâu của anh) | Sagar      | Đoạt giải |
| 2007 | Indian Telly Awards             | Best Actor Male (Critics)                 | Banoo Main Teri Dulhann (Em sẽ là cô dâu của anh) | Sagar      | Đoạt giải |
| 2007 | Gold Awards                     | Best Debut (Male)                         | Banoo Main Teri Dulhann (Em sẽ là cô dâu của anh) | Sagar      | Đoạt giải |
| 2007 | Zee Rishtey Awards              | Favorite Pati Patni                       | Banoo Main Teri Dulhann (Em sẽ là cô dâu của anh) | Sagar      | Đoạt giải |
| 2008 | Indian Telly Awards             | Best Actor Male (Popular)                 | Banoo Main Teri Dulhann (Em sẽ là cô dâu của anh) | Sagar      | Đoạt giải |
| 2008 | Kalakar Awards                  | Best Actor Male                           | Banoo Main Teri Dulhann (Em sẽ là cô dâu của anh) | Sagar      | Đoạt giải |
| 2016 | Gold Awards                     | Best Onscreen Couple (Với Kratika Sengar) | Kasam Tere Pyaar Ki (Lời hứa tình yêu)            | Rishi Bedi | Đoạt giải |
| 2018 | Gold Awards                     | Best Actor                                | Kasam Tere Pyaar Ki (Lời hứa tình yêu)            | Rishi Bedi | Đề cử     |
| 2018 | Gold Awards                     | Best Onscreen Jodi (Với Kratika Sengar)   | Kasam Tere Pyaar Ki (Lời hứa tình yêu)            | Rishi Bedi | Đề cử     |
| 2018 | Asian Viewers Television Awards | Male Actor Of The Year                    | Kasam Tere Pyaar Ki (Lời hứa tình yêu)            | Rishi Bedi | Đề cử     |